# Bel-Air-Val-d'Ance
Pour les articles homonymes, voir Bel Air.
Bel-Air-Val-d'Ance  est une commune française, située dans le département de la Lozère en région Occitanie.
De statut administratif commune nouvelle, elle est issue de la fusion le 1er janvier 2019 des communes de Chambon-le-Château et Saint-Symphorien.

## Géographie

### Localisation
Elle est située dans le Nord de la Lozère, entre les hauteurs de la Margeride et la vallée de l'Allier. Elle est limitrophe avec le département de la Haute-Loire.

### Communes limitrophes
Les communes limitrophes sont  Grandrieu, Saint Bonnet-Laval, Saint-Christophe-d'Allier, Saint-Paul-le-Froid, Saint-Vénérand et Thoras.
| Thoras (Haute-Loire) |                    | Saint-Vénérand (Haute-Loire)            |
|                      | Bel-Air-Val-d'Ance | Saint-Christophe-d'Allier (Haute-Loire) |
| Saint-Paul-le-Froid  | Grandrieu          | Saint Bonnet-Laval                      |

### Hydrographie
Le territoire de la commune est parcouru par l'Ance, affluent de l'Allier en rive gauche.

### Climat
Pour des articles plus généraux, voir Climat de l'Occitanie et Climat de la Lozère.
En 2010, le climat de la commune est de type climat océanique altéré, selon une étude s'appuyant sur une série de données couvrant la période 1971-2000. En 2020, Météo-France publie une typologie des climats de la France métropolitaine dans laquelle la commune est exposée à un climat de montagne ou de marges de montagne et est dans la région climatique Sud-est du Massif Central, caractérisée par une pluviométrie annuelle de 1 000 à 1 500 mm, minimale en été, maximale en automne.
Pour la période 1971-2000, la température annuelle moyenne est de 8,3 °C, avec une amplitude thermique annuelle de 15,8 °C. Le cumul annuel moyen de précipitations est de 927 mm, avec 8,9 jours de précipitations en janvier et 6,7 jours en juillet. Pour la période 1991-2020, la température moyenne annuelle observée sur la station météorologique la plus proche, située sur la commune de Grandrieu à 8 km à vol d'oiseau, est de 7,4 °C et le cumul annuel moyen de précipitations est de 849,9 mm,. Pour l'avenir, les paramètres climatiques de la commune estimés pour 2050 selon différents scénarios d'émission de gaz à effet de serre sont consultables sur un site dédié publié par Météo-France en novembre 2022.

## Urbanisme

### Typologie
Au 1er janvier 2024, Bel-Air-Val-d'Ance est catégorisée commune rurale à habitat dispersé, selon la nouvelle grille communale de densité à sept niveaux définie par l'Insee en 2022.
Elle est située hors unité urbaine et hors attraction des villes,.

### Risques majeurs
Le territoire de la commune de Bel-Air-Val-d'Ance est vulnérable à différents aléas naturels : météorologiques (tempête, orage, neige, grand froid, canicule ou sécheresse), feux de forêts et séisme (sismicité faible). Il est également exposé à un risque particulier : le risque de radon. Un site publié par le BRGM permet d'évaluer simplement et rapidement les risques d'un bien localisé soit par son adresse soit par le numéro de sa parcelle.

#### Risques naturels
Bel-Air-Val-d'Ance est exposée au risque de feu de forêt. Un plan départemental de protection des forêts contre les incendies (PDPFCI) a été approuvé en décembre 2014 pour la période 2014-2023. Les mesures individuelles de prévention contre les incendies sont précisées par divers arrêtés préfectoraux et s’appliquent dans les zones exposées aux incendies de forêt et à moins de 200 mètres de celles-ci. L’arrêté du 23 mars 2018, complété par un arrêté de 2020, réglemente l'emploi du feu en interdisant notamment d’apporter du feu, de fumer et de jeter des mégots de cigarette dans les espaces sensibles et sur les voies qui les traversent sous peine de sanctions. L'arrêté du 23 août 2021, abrogeant un arrêté de 2002, rend le débroussaillement obligatoire, incombant au propriétaire ou ayant droit,,.

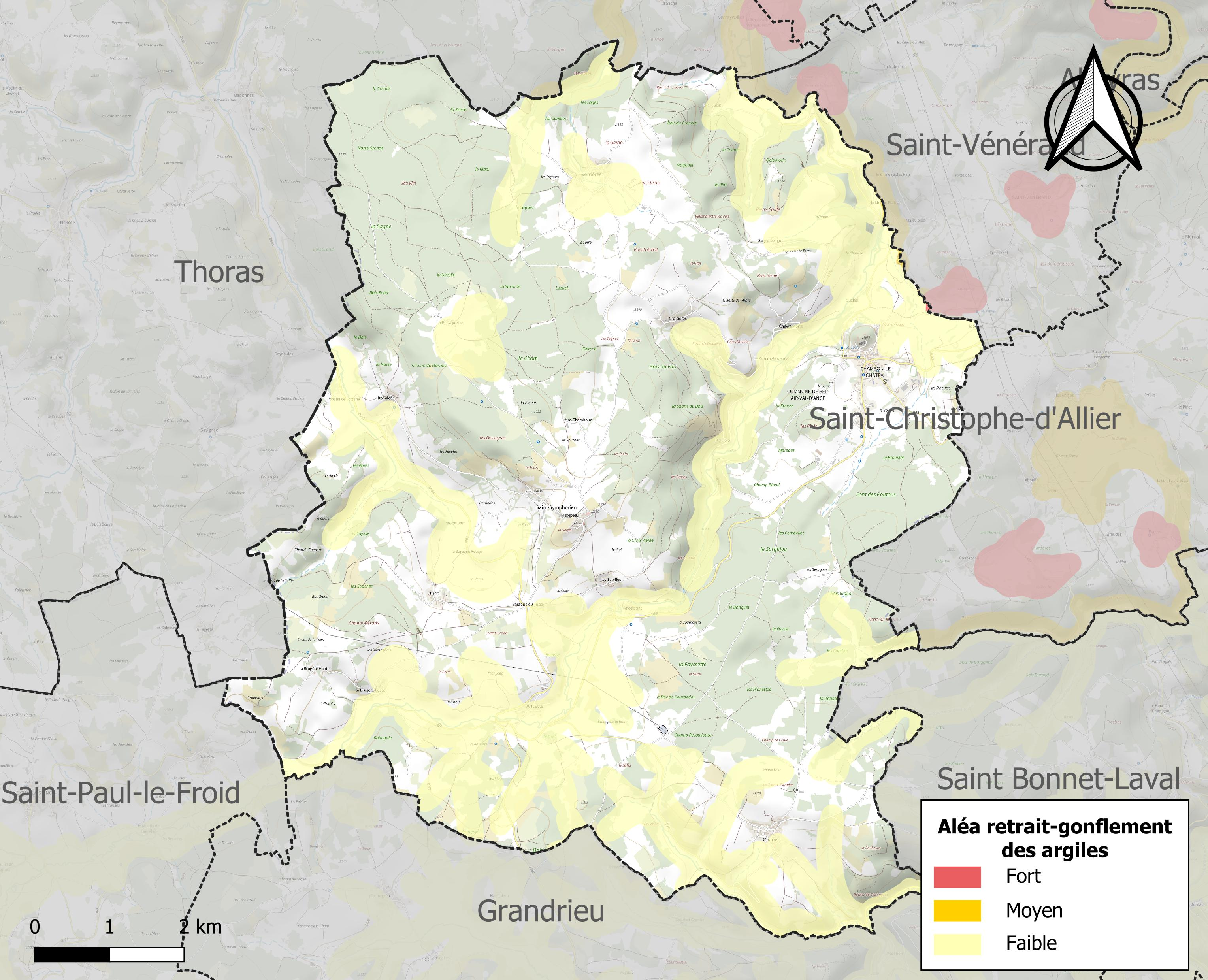
Carte des zones d'aléa retrait-gonflement des sols argileux de Bel-Air-Val-d'Ance.

Le retrait-gonflement des sols argileux est susceptible d'engendrer des dommages importants aux bâtiments en cas d’alternance de périodes de sécheresse et de pluie. Aucune partie du territoire de la commune n'est en aléa moyen ou fort (15,8 % au niveau départemental et 48,5 % au niveau national). Sur les 431 bâtiments dénombrés sur la commune en 2019,  aucun n'est en aléa moyen ou fort, à comparer aux 14 % au niveau départemental et 54 % au niveau national. Une cartographie de l'exposition du territoire national au retrait gonflement des sols argileux est disponible sur le site du BRGM,.
Par ailleurs, afin de mieux appréhender le risque d’affaissement de terrain, l'inventaire national des cavités souterraines permet de localiser celles situées sur la commune.
La commune a été reconnue en état de catastrophe naturelle au titre des dommages causés par les inondations et coulées de boue survenues en 1982, 1993 et 1994. 

#### Risque particulier
Dans plusieurs parties du territoire national, le radon, accumulé dans certains logements ou autres locaux, peut constituer une source significative d’exposition de la population aux rayonnements ionisants. Certaines communes du département sont concernées par le risque radon à un niveau plus ou moins élevé. Selon la classification de 2018, la commune de Bel-Air-Val-d'Ance est classée en zone 3, à savoir zone à potentiel radon significatif.

## Toponymie
Saint-Symphorien avait porté le nom de Grand-Air ou Bel-Air à l'époque révolutionnaire.
Le toponyme Bel-Air, qui date des XVIIIe – XIXe siècles, est très répandu en France (surtout dans
l'Ouest) puisque plus de 200 villages portent ce nom ; celui-ci était généralement appliqué à l'origine à un
manoir, une maison d'agrément ou une grande propriété foncière.
Il faut cependant se méfier car, dans de nombreux cas, Bel-Air représente en réalité une corruption de Bel-Herm,
ce dernier mot signifiant au Moyen Âge « lande, terre où rien ne pousse ».
Les deux communes sont parcourues par l'Ance.

## Histoire
La commune est créée au 1er janvier 2019 par un arrêté préfectoral du 28 septembre 2018. Son chef-lieu est fixé à la mairie de Chambon-le-Château.
Chambon-le-Château avait été créée en 1837 par démembrement de Saint-Symphorien.

## Politique et administration

### Découpage territorial
La commune de Bel-Air-Val-d'Ance est membre de la communauté de communes du Haut Allier, un établissement public de coopération intercommunale (EPCI) à fiscalité propre créé le 7 décembre 2006 dont le siège est à Langogne. Ce dernier est par ailleurs membre d'autres groupements intercommunaux.
Sur le plan administratif, elle est rattachée à l'arrondissement de Mende, à la circonscription administrative de l'État de la Lozère et à la région Occitanie.
Sur le plan électoral, elle dépend du canton de Grandrieu pour l'élection des conseillers départementaux, depuis le redécoupage cantonal de 2014 entré en vigueur en 2015, et de la circonscription de la Lozère pour les élections législatives, depuis le dernier découpage électoral de 2010.

### Liste des maires
| Période      | Période  | Identité      | Étiquette | Qualité |
| ------------ | -------- | ------------- | --------- | ------- |
| janvier 2019 | En cours | Michel Nouvel |           |         |

### Communes déléguées
| Nom                        | Code Insee | Intercommunalité  | Superficie (km2) | Population (dernière pop. légale) | Densité (hab./km2) |
| -------------------------- | ---------- | ----------------- | ---------------- | --------------------------------- | ------------------ |
| Chambon-le-Château (siège) | 48038      | CC du Haut Allier | 8,12             | 291 (2016)                        | 36                 |
| Saint-Symphorien           | 48184      | CC du Haut Allier | 33,28            | 226 (2016)                        | 6,8                |

## Population et société

### Démographie
L'évolution du nombre d'habitants est connue à travers les recensements de la population effectués dans la commune depuis sa création.

En 2022, la commune comptait 540 habitants, en évolution de +4,45 % par rapport à 2016 (Lozère : +0,11 %, France hors Mayotte : +2,11 %).
| 2016 | 2021 | 2022 |
| ---- | ---- | ---- |
| 517  | 547  | 540  |

### Enseignement

#### Chambon-le-Château
Il y a un groupe scolaire dans le village accueillant les élèves de la TPS au CM2. Après, les enfants vont au collège à Langogne.

## Économie

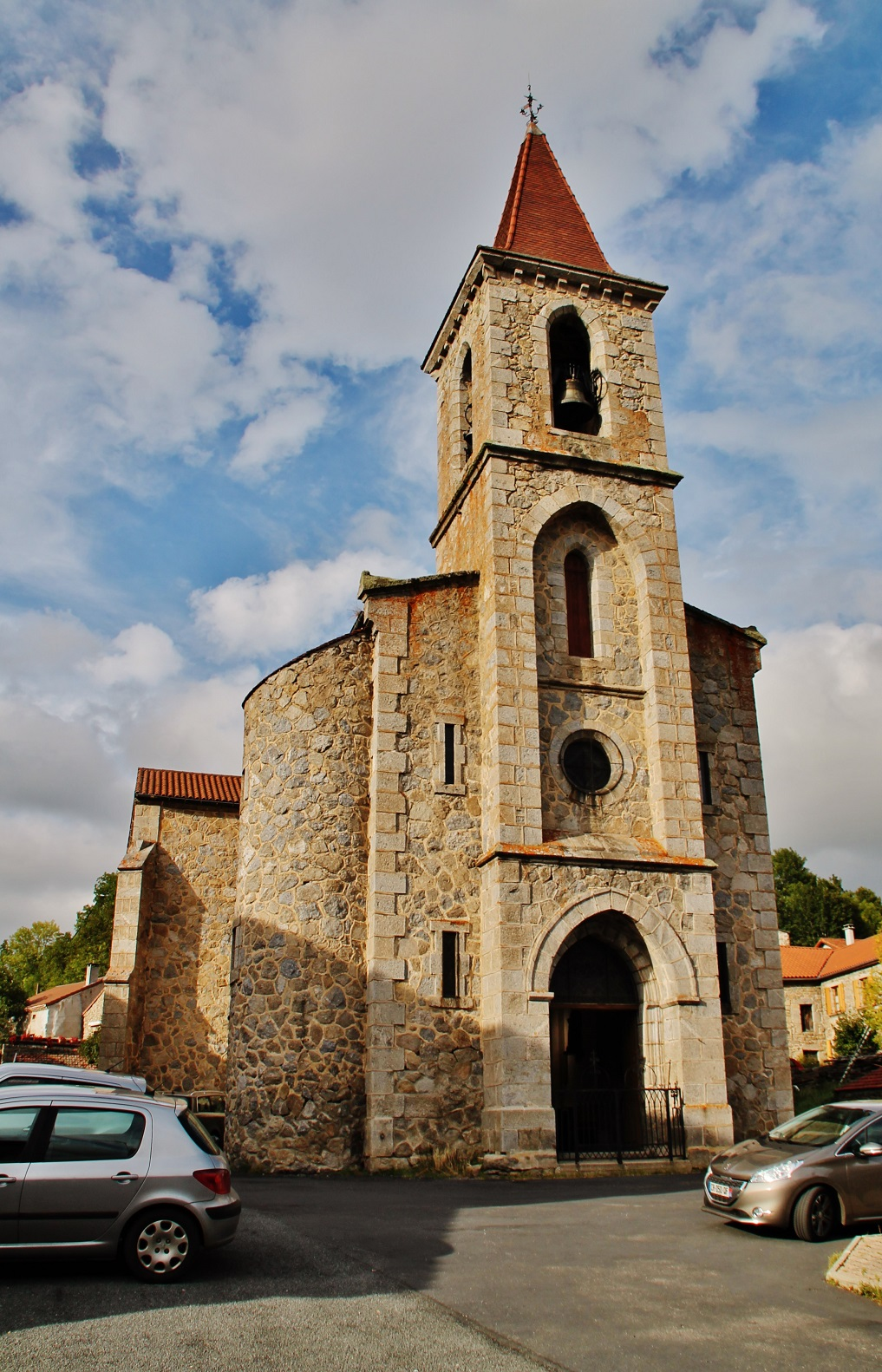
Église Saints-Pierre-et-Paul de Chambon-le-Château.

## Culture locale et patrimoine

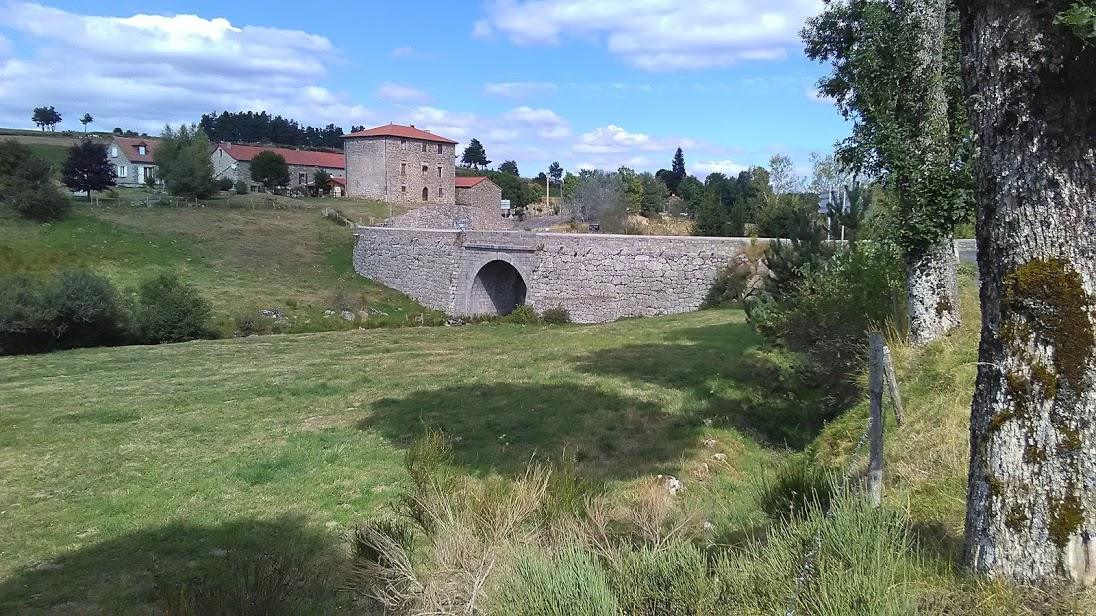
Pont sur l'Ance.

### Lieux et monuments
- Pont sur l'Ance, près du hameau l'Ancette.
- Église de l'Exaltation-de-la-Sainte-Croix de Chams.
- Église Saints-Pierre-et-Paul de Chambon-le-Château.
- Église Saint-Symphorien de Saint-Symphorien.

### Héraldique
| Blason de Bel-Air-Val-d'Ance | Blason  | D’azur, à trois monts accolés d’argent, se mouvant de la pointe, chargés d’une roue de moulin de gueules ; le tout surmonté de deux aquilons d’argent, soufflant des angles du chef dans deux bouffadous de même mis en sautoir, cantonnés en 1 d’une mouche à miel, en 2 d’une épée en barre et en 3 d’une clé en bande, le tout d’or. |
| Blason de Bel-Air-Val-d'Ance | Détails | Les couleurs employées proviennent des armes de l’abbaye de la Chaise-Dieu dont dépendait Saint-Symphorien. La reprise intégrale des armes de famille étant interdite pour les municipalités, il suffit d’en emprunter un ou plusieurs éléments. L’azur symbolise aussi l’Ance qui sert de trait d’union entre les deux anciennes communes. Les deux aquilons sont le symbole héraldique des vents. Ils traduisent Bel-Air, l’endroit venteux car positionné sur un mont ouvert aux quatre vents d’où l’on a une vue sur les collines environnantes représentées par les trois monts accolés. Les aquilons soufflent dans deux bouffadous afin de rappeler la légende de Bouffarel, le lieu où un berger aurait découvert que cet instrument magique utilisé par une sorcière permettait de raviver le feu. L’abeille est le symbole de saint Symphorien, martyr d’Autun, qui, avant d’être décapité par les romains, aurait eu le visage recouvert d’insectes et de scorpions. Il est invoqué pour se débarrasser des insectes qui entrent dans l’œil. La roue de moulin symbolise les nombreux bâtiments de ce type tout le long de l’Ance dont une majorité sont dans le périmètre de Chambon-le-Château. La clé et l’épée sont les symboles de Pierre et de Paul, les saints patrons de la paroisse de Chambon-le-Château. Les ornements sont deux branches de sapin de sinople, fruitées d'or, mises en sautoir par la pointe et liées d'or pour symboliser les forêts environnantes. Le listel d'argent porte le nom de la commune en lettres majuscules de sable. La couronne de tours dit que l’écu est celui d’une commune ; elle n’a rien à voir avec des fortifications. Le statut officiel du blason reste à déterminer. |